# 妙果寺
妙果寺（みょうかじ）は、中華人民共和国浙江省温州市鹿城区松台街道人民西路292号にある仏教寺院。

## 歴史
北宋の大中祥符元年（1008年）、天台宗の妙果文昌により創建された。当時は妙果院と称した。その後、天台宗の天授・処謙・継忠・従義・宝印は前後して住職を務めた。
清の順治15年（1658年）、長年修理を怠ったので寺が破損した。康熙14年（1675年）は寺院を再建した。
1951年、寺の前の千仏塔が解体された。1966年、毛沢東が文化大革命を発動し、寺院の宗教活動は中止に追い込まれた。紅衛兵により對寺廟などの宗教施設が徹底的に破壊された。寺内のすべての文化財が消えた。1980年代初め、元妙果寺住職の雪善の徒で旅法華僑の黄忠英は、出国前に出した願いを実現するために、人民元10万元を寄付し、妙果寺の再建を要求した。1982年、寺院は一般に開放された。

## 伽藍
天王殿（山門）、大雄宝殿、地蔵殿（観音閣）